# (541095) 2018 RE9
(541095) 2018 RE9 es un asteroide perteneciente al cinturón de asteroides descubierto el 25 de abril de 2003 por el equipo del Spacewatch desde el Observatorio Nacional de Kitt Peak, Arizona, Estados Unidos.

## Designación y nombre
Designado provisionalmente como 2018 RE9.

## Características orbitales
2018 RE9 está situado a una distancia media del Sol de 2,736 ua, pudiendo alejarse hasta 2,895 ua y acercarse hasta 2,576 ua. Su excentricidad es 0,058 y la inclinación orbital 6,928 grados. Emplea 1653,32 días en completar una órbita alrededor del Sol.

## Características físicas
La magnitud absoluta de 2018 RE9 es 17,3. 